# HD 23300
HD 23300，又名BD+45 811，SAO 39085、HR 1141，是一颗恒星，视星等为5.66，位于銀經152，銀緯-7.11，其B1900.0坐标为赤經3h 38m 59.3s，赤緯+45° -7.11′ 5″。